# Damias obliqua
Damias obliqua là một loài bướm đêm thuộc phân họ Arctiinae, họ Erebidae.